# Kosáry Domokos Könyvtár és Levéltár
A Kosáry Domokos Könyvtár és Levéltár könyvtárakat, levéltárakat és egy múzeumot magában foglaló közgyűjtemény, mely a Magyar Agrár- és Élettudományi Egyetem intézménye.
Könyvtárai nyilvános tudományos szakkönyvtárak. A karok hallgatóit, oktatóit, kutatóit, valamint nyilvános könyvtárként a gyűjtőkörnek megfelelő tudományterületek iránt érdeklődőket látja el szakirodalmi információval, hagyományos és elektronikus dokumentumokkal. Szakmailag felkészült munkatársaival, a használókkal együtt folyamatosan alakított, bővülő minőségi szolgáltatásaival, minden tevékenységével arra törekszik, hogy a hagyományos könyvtár és tudástár, valamint az információs adatbázisok, elektronikus dokumentumok szerves egységét alkotó, az egyetem életében meghatározó, kiemelt intézmény legyen.

## Történet
A Könyvtár 1945-ben, az önálló Magyar Agrártudományi Egyetemmel egy időben kezdte meg működését. Az új intézmény több helyről, így az Országos Magyar Gazdasági Egyesület (OMGE) és a József Nádor Műszaki és Gazdaságtudományi Egyetem Mezőgazdasági Szakosztálynak állományát magába olvasztva lett a gödöllői mezőgazdászképzés könyvtára. 1952-ben vált központi könyvtárrá Agrártudományi Egyetem Könyvtár néven, vezetője pedig Kosáry Domokos történész lett 1957-ig. Az ő nevéhez fűződik a könyvtár szervezeti kereteinek kialakítása, szakmai és tudományos munkájának megszervezése. 1967 és 1970 között az egyetem főépületének első emeletén jelentősen bővítették és korszerűsítették a könyvtár területét. 1989-ben kezdődött a számítógépes nyilvántartás fejlesztése. 1993-ban megalakult a Gödöllői Agrártudományi Egyetem (GATE) szaklevéltára. A levéltár több hazai felsőoktatási intézmény és azok irattárainak anyagait vette át az elkövetkező években.  2000. január 1-jén megalakult a Szent István Egyetem, így a Gödöllői Agrártudományi Egyetem Központi Könyvtára a SZIE könyvtári hálózatának tagja lett Gödöllői Tudományos Könyvtár néven, míg a levéltár a Szent István Egyetem Szaklevéltára néven működött tovább.
2008-ban egyesült a könyvtár és a levéltár, valamint felvették a korábbi igazgató-akadémikus nevét, így Kosáry Domokos Könyvtár és Levéltár néven folytatta tevékenységét a Szent István Egyetem keretein belül. Az egyetem államiból alapítványi fenntartásúvá alakítására 2021. február 1-jén került sor, mikortól a Magyar Agrár- és Élettudományi Egyetem Kosáry Domokos Könyvtár és Levéltár néven folytatták a közgyűjteményi munkát. 2013-ban megalapították a Kosáry Domokos-díjat a könyvtári és levéltári munka elismerésére.